# Китацугару
Китацугару (яп. 北津軽郡 Китацугару-гун) уезд расположен в префектуре Аомори, Япония.

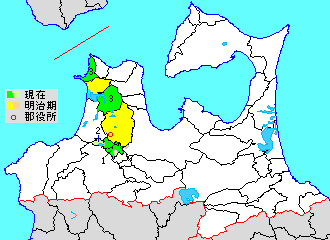
Карта показывает расположение уезда Китацугару в префектуре Аомори.
зелённый - текущее
зелённый /жёлтый - бывшее расположение в начале периода Мейдзи
1. - Итаянаги
2. - Цурута
3. - Накадомари
4. - Сотогахама

По оценкам на 1 апреля 2017 года, население составляет 37,427 человек, площадь 304.65 км², плотность 123 человек / км². Город Госёгавара и часть города Аомори ранее были частью уеда Китацугару.

## Посёлки и сёла
- Итаянаги
- Накадомари
- Цурута

## История
Территория Уезда Китацугару исторически была частью провинции Муцу. Во времена Реставрации Мэйдзи в 1868, уезд состоял из 159 сёл, все под контролем Хиросаки. Префектура Аомори была образована 13 декабря 1871. Китацугару уезд был создан из бывшего Сангарского района 30 октября 1878.

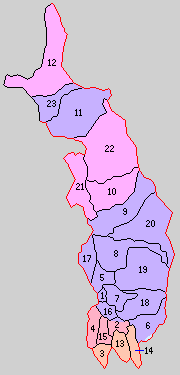
Историческая карта уезда Китацугару:
1.Госёгава 2.Умедзава 3.Итаянаги 4.Цурута 5.Накагава 6.Нанава 7.Мацусима 8.Касе 9.Канаги 10.Накасато 11.Айути 12.Кодомари 13.Коами 14.Соикава 15.Рокуго 16.Сакаи 17.Миёси 18.Нагаси 19.Иидзуми 20.Кирайти 21.Такеда 22.Утигата 23.Вакимото
Фиолетовый= город Госёгавара, Оранжевый= Итаянаги, Красный= Накадомари, Персиковый= Цурута

С созданием муниципальной системы 1 апреля 1889 года был создан уезд Китацугару, состоящий из 23 сёл.
- 1898 — Госёгавара был возведён в статус города.
- 1920 — Канаги и Итаянаги были повышены до статуса посёлков.
- 1941 — Накасато и Цурута были повыше до статуса посёлков.
- 28 марта 2005 — посёлок Канаги и село Сиура слились в город Госёгавара.
- 28 марта 2005 — посёлок Накасато и село Кодомари слились в новый посёлок Накадомари.